# Buskmöss
Buskmöss (Sicista) är ett släkte i familjen springråttor trots att de saknar de förlängda bakre extremiteterna. Arterna liknar vanliga möss i utseende med en kroppslängd (huvud och bål) av 5 till 9 cm och en svans som är lite längre eller tydlig längre. Buskmöss är bra anpassade för att röra sig i buskar och träd och de är allätare. Under den kalla årstiden håller släktets medlemmar vinterdvala.
Det vetenskapliga släknamnet är det tatariska ordet för en mus som lever social.

## Utseende
I utseende liknar de "äkta" möss. En liknande skepnad förekommer i familjen springråttor bara hos medlemmarna av underfamiljen Zapodinae (släkten Eozapus, Napaeozapus och Zapus). I motsats till Zapodinae är svansen hos buskmöss bara glest täckt med hår och det finns ingen tofs vid svansspetsen. Bakfötterna är hos buskmöss kortare. Fötternas längd motsvarar bara 33 procent (eller mindre) av längden för huvud och bål tillsammans. Samma värde är 40 procent (eller större) för underfamiljen Zapodinae. Svansen har en mörkbrun ovansida och i vanligt fall en lite ljusare undersida. Hos några släktmedlemmar är färgskillnaden tydlig med en skarp gräns. Liksom flera andra trädlevande gnagare har buskmöss ett ganska stort huvud med medelstora ögon och öron.
Hos buskmöss förekommer gula eller blek orange färgade övre framtänder samt vita nedre framtänder. Arterna har i överkäken per sida en framtand, ingen hörntand, en premolar och tre molarer. I underkäken saknas dessutom premolarerna.
Ett kännetecken som har betydelse för släktets indelning i olika arter är utformningen av penisens ollon. Hos ursprungliga arter från asiatiska bergstrakter har ollonet formen av en cylinder med avrundad topp som är försedd med många knölar och korta taggar av keratin. Släktmedlemmar som lever i stäpper samt i nordvästra delen av utbredningsområdet har dessutom mer eller mindre tydliga veck på ollonets topp samt en eller två längre taggar vid spetsen. Hos honor förekommer fyra par spenar.
Alla arter har en lång svans av 6,5 till 11 centimeters längd och når en vikt mellan 6 och 14 gram. Kroppslängden utan svans ligger mellan 5 och 9 centimeter. Pälsens färg är på ovansidan ljusbrun, mörkbrun eller gulbrun och på buken blekare men vanligen likaså brunaktig. Svansen kan i viss mån användas som gripverktyg. Förutom könsdelarna förekommer inga ytliga skillnader mellan de olika kön. Fem arter har en eller tre mörka längsgående strimmor på ryggens topp.

## Levnadssätt
Arterna i släktet buskmöss förekommer i olika habitat som till exempel skogar, stäpper, träskmarker och ängar på fjällen. De gräver sina bon själva och fodrar kammaren med torrt gräs och stjälkar av andra örter. När de förflyttar sig hoppar de och de kan även klättra på kvistar. Arterna är främst aktiva på natten. Buskmöss håller upp till 6 månader vinterdvala.
Buskmöss lever i låglandet och i bergstrakter. I provinsen Sichuan i Kina observerades individer vid 4 027 meter över havet.

### Föda
Födan varierar mellan arterna samt beroende på årstiden och kan innehålla insekter, spindeldjur, andra ryggradslösa djur, frukter, bär, frön, blommor, blad, örternas stjälkar, unga växtskott och växternas jordstam. Hos buskmusen och Sicista caudata dokumenterades att de föredrar animalisk föda och unga växtdelar efter vinterdvalan medan frön och andra växtdelar överväger under hösten.

### Fortplantning
Fortplantningen sker under sommaren. Dräktigheten varar cirka 20 dagar och sedan föder honan oftast upp till 6 ungar, sällan upp till 11 ungar. Ungarna blir könsmogna efter första vintern. Bara ett fåtal individer blir fyra år gammal. När ungarna föds är de blinda, nakna med hud utan pigment och deras öronöppningar är stängda. Ungarna diar sin mor 25 till 37 dagar. Allmänt har honor bara en kull per år. Av Sicista napaea registrerades honor som hade aktiva spenar medan de var dräktiga vad som gör två kullar per år trovärdig. Fadern deltar inte i ungarnas uppfostring och vanligen lämnar ungarna moderns bo efter digivningen. Buskmöss i Danmark observerades däremot en längre tid i moderns revir och en gemensam vinterdvala är möjlig.

## Taxonomi

### Arter och utbredning
I släktet fanns fram till året 2005 tretton beskrivna arter.
- Buskmus (Sicista betulina), utbredning - se artikel.
- Stäppmus (Sicista subtilis), östra Ukraina och södra Ryssland, västligare populationer är godkända som självständiga arter (se nedan).
- Sicista severtzovi, i regionen kring Voronezj i Ryssland.
- Sicista strandi, Kursk oblast och delar av Kaukasus.
- Sicista napaea, nordvästra delen av bergsområdet Altaj.
- Sicista pseudonapaea, södra Altaj och i Kazakstan.
- Sicista concolor, från norra Pakistan över Kashmir till provinserna Gansu och Sichuan i Centralkina.
- Sicista caucasica, norra och västra Kaukasus samt Armenien.
- Sicista kluchorica, norra Kaukasus.
- Sicista kazbegica, i Georgien.
- Sicista armenica, nordvästra Armenien.
- Sicista tianshanica, i bergsområdet Tianshan.
- Sicista caudata, i Manchuriet, i södra Sibirien och på Sachalin.

IUCN listar ytterligare två arter:
- Sicista loriger, är känd från östra Rumänien, Ukraina och Ryssland vid Svarta havet, förekommer kanske i Moldavien och nordöstra Bulgarien.
- Sicista trizona, har två mindre populationer i Ungern respektive Rumänien.

### Nomenklatur
Sicista är enda släktet i underfamiljen Sicistinae som ibland godkänns som familj. Det vetenskapliga namnet för underfamiljen etablerades 1901 av J. A. Allen. Redan 1855 beskrev Brandt en tribus Sminthi och flera zoologer föredrar därför namnet Sminthinae för underfamiljen samt Sminthidae för familjen. Däremot etablerades släktet Sminthus 1840, alltså efter Sicista som beskrevs 1827 av Gray. Enligt regelverket International Code of Zoological Nomenclature från 1985 är Sicistinae den rätta beteckningen. Året 1999 utökades regelverket med en artikel och enligt artikeln kan det ersättande namnet för underfamiljen/familjen användas ifall det ersättande namnet brukades i ett flertal zoologiska verk och släktnamnen före 1961 var kända synonymer. Det råder fortfarande oenighet om Sicistinae eller Sminthinae är namnet som användes oftast.

### Evolution
Liksom andra springråttor uppkom buskmöss under mitten av eocen i centrala Asien. När den indiska subkontinenten träffade den eurasiska plattan blev klimatet kallare och torrare vad som gynnade gnagare med utmärkt rörelseförmåga. Molekylärgenetiska undersökningar som utfördes under tidiga 2010-talet visade att buskmöss skilde sig först från de andra springråttorna. Fram till 2016 beskrevs 13 utdöda släkten inom underfamiljen utöver det nu levande släktet Sicista. Bredvid de nutida arterna fanns släktmedlemmar som levde i Nordamerika. Utbytet skedde troligtvis över Berings sund åt båda väderstreck. En studie från 2016 tyder till exempel på att den centralasiatiska arten Sicista concolor har en anfader som levde i Nordamerika.

## Buskmöss och människor
De flesta arterna vistas i den mer eller mindre ursprungliga naturen och kontakt med människor förekommer sällan. Ett undantag är Sicista concolor som ofta besöker jordbruksmark för att leta efter föda och den betraktas därför av bönder som skadedjur.

## Hot
Arten Sicista armenica listas av IUCN som starkt hotad och enligt uppskattningar finns bara 250 exemplar kvar. Sicista caudata hotas genom förstöringen av levnadsområdet och listas med kunskapsbrist (DD). Även arterna med en större population som buskmus och stäppmus räknades en längre tid som nära hotad. Troligtvis på grund av de höga kraven som dessa djur ställer på sina habitat.
Under tidiga 2000-talet blev två populationer som tidigare ingick i stäppmusen godkänd som arter, Sicista loriger och Sicista trizona. De listas som sårbar (VU) respektive som starkt hotad (EN).